# Реал Монаркс
«Реа́л Монаркс» (англ. Real Monarchs) — американский футбольный клуб из Херримена, штата Юта. Выступает в Чемпионшипе ЮСЛ, второй во уровню футбольной лиги США. Клуб принадлежит и является резервной командой клуба высшего дивизиона «Реал Солт-Лейк».
В 2017 году «Реал Монаркс» выиграли USL Regular Season Championship, эквивалент второго дивизиона Supporters Shield. В 2019 году клуб выиграл свой первый чемпионский титул Чемпионшип ЮСЛ. «Реал Монаркс» вторая резервная команда MLS, после «Нью-Йорк Ред Буллс II», которая выиграла титул второго дивизиона, и первые, кто выиграл чемпионат USL Championship Western Conference.

## Текущий состав
| №             | Игрок             | Страна                    | Дата рождения             | Бывший клуб               |
| Вратари       | Вратари           | Вратари                   | Вратари                   | Вратари                   |
| ------------- | ----------------- | ------------------------- | ------------------------- | ------------------------- |
| 18            | Зак МакМат        | Соединённые Штаты Америки | 7 августа 1991 (33 года)  | Ванкувер Уайткэпс         |
| 24            | Джефф Дьюснуп     | Соединённые Штаты Америки | 21 мая 2004 (21 год)      | Воспитанник клуба         |
| 51            | Эндрю Путна       | Соединённые Штаты Америки | 21 октября 1994 (30 лет)  | Чикаго Файр U-23          |
| 55            | Джимми Слейтон    | Соединённые Штаты Америки | 1 октября 1998 (26 лет)   | Вестерн Масс Пайонирс     |
| 80            | Гэвин Биверс      | Соединённые Штаты Америки | 29 апреля 2005 (20 лет)   | Воспитанник клуба         |
| Защитники     |                   |                           |                           |                           |
| 3             | Эштон Морган      | Канада                    | 9 февраля 1991 (34 года)  | Торонто                   |
| 20            | Эрик Холт         | Соединённые Штаты Америки | 6 сентября 1996 (28 лет)  | Голден Стейт Форс         |
| 26            | Ноуа Паудер       | Тринидад и Тобаго         | 27 октября 1998 (26 лет)  | Орандж Каунти             |
| 27            | Брэт Хасли        | Соединённые Штаты Америки | 1 июня 2000 (25 лет)      | Нозерн Вирджиния Юнайтед  |
| 32            | Закери Фарнсворт  | Соединённые Штаты Америки | 13 июля 2002 (22 года)    | Воспитанник клуба         |
| 40            | Джеймс Моберг     | Соединённые Штаты Америки | 16 апреля 1994 (31 год)   | → Норт Каролина           |
| 45            | Кайл Адамс        | Новая Зеландия            | 20 ноября 1996 (28 лет)   | Хьюстон Динамо            |
| 52            | Кевин Сауседу     | Колумбия                  | 28 февраля 2000 (25 лет)  | Воспитанник клуба         |
| 58            | Тими Собовейл     | Ирландия                  | 22 января 2002 (23 года)  | Манчестер Сити (академия) |
| 82            | Харун Контех      | Соединённые Штаты Америки | 20 января 2005 (20 лет)   | Воспитанник клуба         |
| 84            | Эрвин Мартинес    | Соединённые Штаты Америки | 21 мая 2003 (22 года)     | Воспитанник клуба         |
| 87            | Даниель Флорес    | Соединённые Штаты Америки | 11 мая 2003 (22 года)     | Воспитанник клуба         |
| 99            | Жазиель Ороско    | Мексика                   | 2 июня 2004 (21 год)      | Воспитанник клуба         |
| Полузащитники |                   |                           |                           |                           |
| 16            | Майкель Чанг      | Куба                      | 18 апреля 1991 (34 года)  | Чарлстон Беттери          |
| 41            | Ибрагим Бансе     | Буркина-Фасо              | 15 января 2001 (24 года)  | в аренде из АСЕК Мимозас  |
| 43            | Джастин Портильо  | Соединённые Штаты Америки | 9 сентября 1992 (32 года) | Чарлстон Беттери          |
| 50            | Брайан Гомес      | Колумбия                  | 29 января 2000 (25 лет)   | Депортиво Пасто           |
| 54            | Сэм Браун         | Соединённые Штаты Америки | 10 февраля 1996 (29 лет)  | Портленд Тимберс U-23     |
| 60            | Жозимар Кунтеро   | Эквадор                   | 3 февраля 1997 (28 лет)   | Эспаньол B                |
| 65            | Хулио Бенитез     | Соединённые Штаты Америки | 30 июля 2005 (19 лет)     | Воспитанник клуба         |
| 70            | Лео Торрес        | Соединённые Штаты Америки | 22 января 2004 (21 год)   | в аренде из Сан-Антонио   |
| 81            | Иезекииль Коронел | Соединённые Штаты Америки | 5 апреля 2003 (22 года)   | Воспитанник клуба         |
| 83            | Кристиан Нидеггер | Соединённые Штаты Америки | 22 августа 2003 (21 год)  | Воспитанник клуба         |
| 86            | Абель Мендоза     | Соединённые Штаты Америки | 7 января 2003 (22 года)   | Воспитанник клуба         |
| 88            | Пирс О'Брайан     | Ирландия                  | 26 октября 2004 (20 лет)  | Воспитанник клуба         |
| Нападающие    |                   |                           |                           |                           |
| 19            | Боде Дэвис        | Соединённые Штаты Америки | 22 февраля 2002 (23 года) | Воспитанник клуба         |
| 23            | Милан Илоски      | Соединённые Штаты Америки | 29 июля 1999 (25 лет)     | Огден Сити                |
| 28            | Жейзон Рамирес    | Венесуэла                 | 24 марта 2001 (24 года)   | Депортиво Тачира          |
| 42            | Арис Бриггс       | Соединённые Штаты Америки | 9 ноября 1996 (28 лет)    | Гринвилль                 |
| 47            | Чарли Вихан       | Соединённые Штаты Америки | 31 октября 1998 (26 лет)  | Воспитанник клуба         |
| 61            | Малик Джонсон     | Канада                    | 13 апреля 1998 (27 лет)   | Тампа-Бэй Раудис          |
| 63            | Макс Мата         | Новая Зеландия            | 10 июля 2000 (24 года)    | Грассхоппер II            |
| 85            | Аксел Кей         | Кот-д’Ивуар               | 30 декабря 2007 (17 лет)  | Воспитанник клуба         |
| 93            | Екесон Суба       | Соединённые Штаты Америки | 13 февраля 2004 (21 год)  | Норт Каролина             |

## Достижения
- Чемпионшип ЮСЛ
  -  Чемпион: 2019
- Регулярный сезон ЮСЛ
  -  Чемпион: 2017
- Западная конференция
  -  Чемпион (Регулярный сезон): 2017
  -  Чемпион (Плей-офф): 2019
- Four Corners Cup
  -  Обладатель: 2019

### Комментарии
1. 1 2 3 4 5 6 7 8 9 10 11 12 13  Игрок имеет контракт с первой командой — Реал Солт Лейк.